# Jaci Amanajás
Jaci Pena  Amanajás também conhecido como Doutor Jaci (Macapá, 14 de novembro de 1949) é um médico e político brasileiro filiado ao Cidadania.Atualmente é deputado estadual pelo Amapá.

## Biografia
Nascido em Macapá, em 1949, Jaci Amanajás formou-se como médico em 1979, na Universidade Federal do Pará. Desde então, atua há mais de 25 anos na área de hematologia e hemoterapia.

## Carreira política
Jaci foi eleito deputado estadual pela primeira vez em 2002 pelo Partido Socialista Brasileiro, na coligação ‘’’Frente Sustentável’’’(PSB/PRP). Em 2006, tenta a reeleição pelo PPS, mas termina a eleição como suplente.
Nas eleições de 2010 concorreu novamente a deputado estadual pelo PPS, conseguindo 5.108 votos (1,49% dos votos válidos), sendo eleito pelo quociente partidário. Foi presidente da Assembleia interinamente em 2016, após a renuncia de Kaká Barbosa (PTdoB). O deputado também foi líder da Comissão de Saúde da Assembleia.
É reeleito em 2014 pelo PROS, com 6.965 votos (1,77% do total), sendo o quinto deputado estadual  mais votado daquela eleição.
Eleito deputado mais uma vez em 2018, com 5,275 votos, queda de 1,7% dos votos em relação a 2014. Empossado deputado estadual em 2019, no entanto, Jaci perde o mandato para Jack JK em janeiro de 2020, após uma decisão do STF reconsiderar os votos do PPS na eleição de 2018. O deputado entrou com recurso no Tribunal de Justiça do Amapá, acolhido pela desembargadora Sueli Pini. Contudo, a decisão foi suspensa pelo presidente do Tjap, desembargador João Lages, que declarou a perde definitiva do deputado Jaci e, consequentemente, a diplomação e posse de Jack JK.. 
com a nomeação de Marília Góes para uma vaga de conselheira no Tribunal de Contas do Amapá, no dia 26 de fevereiro de 2022, Jaci reassume a cadeira de deputado estadual.

## Acidente
No dia 2 de junho de 2020, o ex-deputado sofreu um acidente de carro no bairro Jesus de Nazaré, em Macapá. Jaci havia saído de casa para comprar almoço e teria ficado preso no trânsito. Ele ficou preso dentro do veiculo, mas foi resgatado por bombeiros e levado por uma ambulância até o hospital. Um motorista disse que Amanajás havia avançado por uma preferencial, já o ex-deputado disse que estava atordoado e não se lembrava de nada. Jaci fraturou o braço esquerdo e bateu a cabeça. 